# Liste des évêques et archevêques de Lund
Voici la liste des évêques et archevêques de Lund

## Évêques et archevêques avant la Réforme
- 1060-1065? - Henrik
- 1065?-1072 - Egino
- 1072-1089 - Ricwald
- 1089-1137 - Asser Thrugotsen (archevêque en 1104)
- 1137-1177 - Eskil
- 1177-1201 - Absalon
- 1201-1222 - Anders Sunesen
- 1224-1228 - Peder Saxesen
- 1228-1252 - Uffe Thrugotsen
- 1254-1274 - Jacob Erlandsen
- 1274-1276 - Erland Erlandsen
- 1276-1280 - Trugot Torstensen
- 1280-1299 - Jens Dros
- 1289-1302 - Jens Grand
- 1302-1310 - Isarnus
- 1310-1325 - Esger Juul
- 1325-1334 - Karl Eriksen
- 1334-1355 - Peder Jensen
- 1355-1361 - Jacob Kyrning (Thott)
- 1361-1379 - Niels Jensen (Bild)
- 1379-1390 - Magnus Nielsen
- 1390-1391 - Peder Jensen
- 1392-1410 - Jakob Gertsen (Ulfstand)
- 1410-1418 - Peder (Mickelsen) Kruse
- 1418-1436 - Peder Lykke (Bille)
- 1436-1443 - Hans Laxmand
- 1443-1472 - Tuve Nielsen (Juul)
- 1472-1497 - Jens Brostrup
- 1497-1519 - Birger Gunnersen
- 1519-1523 - Aage Jepsen Sparre
- 1520-1523 - Jørgen Skodborg
- 1521-1522 - Didrik Slagheck
- 1522-1532 - Johan Weze
- 1532-1536 - Torben Bille

## Surintendants et évêques depuis la Réforme
- 1537-1551 : Frans Vormordsen
- 1551-1560 : Niels Palladius
- 1560-1577 : Tyge Asmundsen
- 1578-1589 : Niels Hvid
- 1589-1611 : Mogens Mads
- 1611-1619 : Poul Aastrup
- 1620-1637 : Mads Jensen Medelfar
- 1638-1679 : Peder Winstrup
- 1679-1687 : Canutus Hahn
- 1688-1694 : Christian Papke
- 1694-1714 : Mattias Steuchius
- 1715-1734 : Jonas Linnérius
- 1734-1738 : Andreas Rydelius
- 1738-1740 : Carl Papke
- 1740-1747 : Henric Benzelius
- 1748-1777 : Johan Engeström
- 1777-1794 : Olof Celsius le Jeune
- 1794-1803 : Petrus Munck
- 1805-1811 : Niels Hesslén
- 1811-1854 : Wilhelm Faxe
- 1854-1856 : Henrik Reuterdahl
- 1856-1865 : Johan Henrik Thomander
- 1865-1897 : Wilhelm Flensburg
- 1898-1925 : Gottfrid Billing
- 1925-1948 : Edvard Rodhe
- 1949-1958 : Anders Nygren
- 1958-1960 : Nils Bolander
- 1960-1970 : Martin Lindström
- 1970-1980 : Olle Nivenius
- 1980-1992 : Per-Olov Ahrén
- 1992-1997 : Karl Gustav Hammar
- 1997-2007 : Christina Odenberg
- 2007-2014 : Antje Jackelén
- depuis 2014 : Johan Tyrberg

## Sources
- Lunds domkyrka och domkyrkoförsamling - biskopslängd